# Papaipema marginidens
Papaipema marginidens là một loài bướm đêm trong họ Noctuidae.